# NGC 7128
NGC 7128 is een open sterrenhoop in het sterrenbeeld Zwaan. Het hemelobject werd op 14 oktober 1787 ontdekt door de Duits-Britse astronoom William Herschel.

## Synoniemen
- OCL 218